# Iwan Kasutin
Iwan Dmitrijewicz Kasutin (ros. Иван Дмитриевич Касутин; ur. 17 października 1986 w Wołogdzie) – rosyjski hokeista.

## Kariera
- Łokomotiw 2 Jarosław (2001–2005)
- Dizel Penza (2005–2006)
- CSKA Moskwa (2006–2008)
- Nieftiechimik Niżniekamsk (2008–2011)
  -  Nieftianik Leninogorsk (2008)
- Spartak Moskwa (2011–2012)
  -  Ak Bars Kazań (2012)
- Witiaź Czechow (2012–2013)
- SKA Sankt Petersburg (2013)
- Siewierstal Czerepowiec (2013-2014)
- Torpedo Niżny Nowogród (2014-2015)
- Łada Togliatti (2015-2016)
- Torpedo Niżny Nowogród (2016)
- Nieftiechimik Niżniekamsk (2016-2017)
- Mietałłurg Nowokuźnieck (2017-2018)
- KHL Medveščak Zagrzeb (2018)

Wychowanek Łokomotiwu Jarosław. Od 2011 do 2012 zawodnik Spartaka Moskwa (od stycznia 2012 do maja 2012 przekazany do Ak Barsa Kazań). Od czerwca 2012 związany kontraktem z Witiaziem Czechow. Od stycznia 2013 do końca sezonu KHL (2012/2013) w klubie SKA Sankt Petersburg. Od maja 2012 zawodnik Siewierstali Czerepowiec. Od stycznia 2014 zawodnik Torpedo Niżny Nowogród. Odszedł z klubu w kwietniu 2015. Od czerwca 2015 zawodnik Łady Togliatti. Od kwietnia do początku grudnia 2016 ponownie zawodnik Torpedo. Od grudnia 2016 zawodnik Nieftiechimika Niżniekamsk. Od lipca 2017 do marca 2018 zawodnik Mietałłurga Nowokuźnieck. W październiku 2018 przeszedł do chorwackiego klubu KHL Medveščak Zagrzeb (wraz z nim inny Rosjanin, Nikołaj Lemtiugow).

## Sukcesy

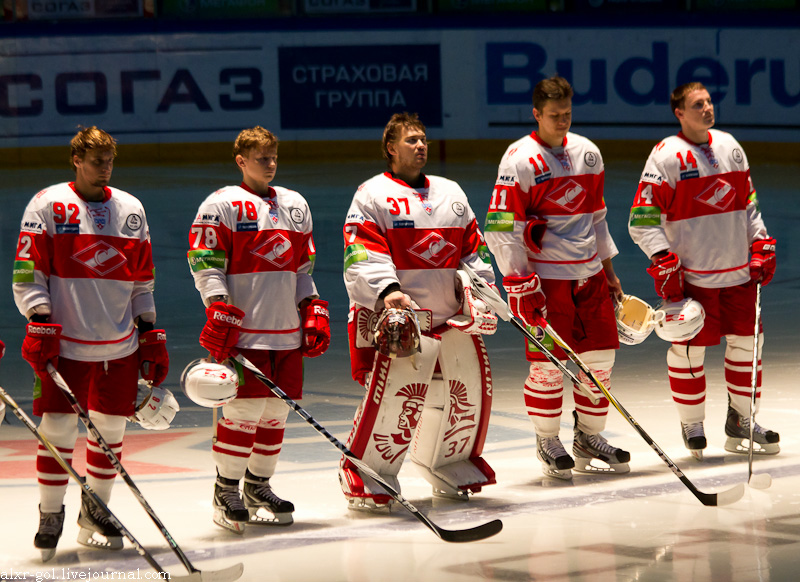
Iwan Kasutin (w środku) w barwach Spartaka Moskwa (2011)

Reprezentacyjne
- Złoty medal mistrzostw świata juniorów do lat 18: 2004

Klubowe
- Puchar Kontynentu: 2013 ze SKA
- Brązowy medal mistrzostw Rosji: 2013 ze SKA

Indywidualne
- KHL (2009/2010):
  - Najlepszy bramkarz miesiąca: marzec 2010
  - Pierwsze miejsce w klasyfikacji skuteczności interwencji w fazie play-off: 95,4%
  - Pierwsze miejsce w klasyfikacji średniej goli straconych na mecz w fazie play-off: 1,36
  - Pierwsze miejsce w klasyfikacji meczów bez straty gola w fazie play-off: 2
- KHL (2012/2013):
  - Czwarte miejsce w klasyfikacji meczów bez straty gola w fazie play-off: 2
- KHL (2013/2014):
  - Pierwsze miejsce w klasyfikacji skuteczności interwencji w fazie play-off: 94,4%
  - Pierwsze miejsce w klasyfikacji średniej goli straconych na mecz w fazie play-off: 1,53
- KHL (2014/2015):
  - Najlepszy bramkarz miesiąca – październik 2014[13]